# Camilo Lorenzo Iglesias
Camilo Lorenzo Iglesias (Piñor, Orense, 7 de agosto de 1940-Campo (Ponferrada), León; 13 de julio de 2020) fue un sacerdote, químico y obispo español, que se desempeñó como obispo de Astorga entre 1995 y 2015.

## Biografía

### Primeros años y formación
Nacido en La Canda (provincia de Orense) en 1940. 
Comenzó en 1954, sus estudios eclesiásticos en el Seminario mayor de Orense. 

### Sacerdocio
Fue ordenado sacerdote el 23 de diciembre de 1966. 
Este mismo año se trasladó para estudiar una carrera universitaria, donde se licenció en Químicas por la Universidad de Santiago de Compostela en el año 1972.
En el mismo año que terminó la carrera (en 1972), comenzó a trabajar como profesor en el Seminario Menor de Orense hasta el año 1995, y también en el 72, como sacerdote, fue vicario parroquial de la parroquia de Nuestra Señora de Fátima de Orense hasta 1983 que fue el rector del Seminario Menor de Orense y en 1992 pasó a ser el rector en el Seminario Mayor de la ciudad, y también fue miembro del Colegio de Consultores de la diócesis de Orense.

## Episcopado

### Obispo de Astorga
El 14 de junio del año 1995, el papa Juan Pablo II lo nombró como nuevo obispo de la Diócesis de Astorga.
Recibió el Sacramento del Orden el 30 de julio de 1995 a manos del entonces nuncio apostólico en España Mons. Mario Tagliaferri y teniendo como co-consagrantes en la ceremonia de toma de posesión al entonces arzobispo de Oviedo Mons. Gabino Díaz Merchán y al entonces obispo de Orense Mons. José Diéguez Reboredo.
Tras su nombramiento como obispo, pasó a ser miembro en el año 1996 de la Conferencia Episcopal Española (CEE), perteneciendo a la Comisión Episcopal de Seminarios y Universidades hasta el año 2008, y mientras también a partir del 2005 fue miembro de la Comisión de Misiones. Realizó varias visitas pastorales en la diócesis asturicense; en Santa Colomba de Sanabria estuvo en el año 2014.
El 1 de noviembre de 2015 fue aceptada su renuncia al gobierno pastoral de la diócesis, presentada por motivos de edad según establece el derecho canónico.

### Fallecimiento
Falleció el 13 de julio de 2020 a causa de una infección respiratoria.